# Sarron
Sarron ist eine französische Gemeinde mit 105 Einwohnern (Stand: 1. Januar 2022) im Département Landes in der Region Nouvelle-Aquitaine. Sie gehört zum Kanton Adour Armagnac und zum Arrondissement Mont-de-Marsan. 

## Lage
Das Gemeindegebiet wird vom Fluss Broussau tangiert, der hier noch Ruisseau de Lagrave genannt wird.
Nachbargemeinden sind Saint-Agnet im Norden, Projan im Osten, Moncla im Südosten, Garlin im Süden und Miramont-Sensacq im Westen.

## Bevölkerungsentwicklung
| Jahr      | 1962 | 1968 | 1975 | 1982 | 1990 | 1999 | 2008 | 2017 |
| --------- | ---- | ---- | ---- | ---- | ---- | ---- | ---- | ---- |
| Einwohner | 90   | 75   | 82   | 97   | 92   | 87   | 106  | 110  |